# Дусанов

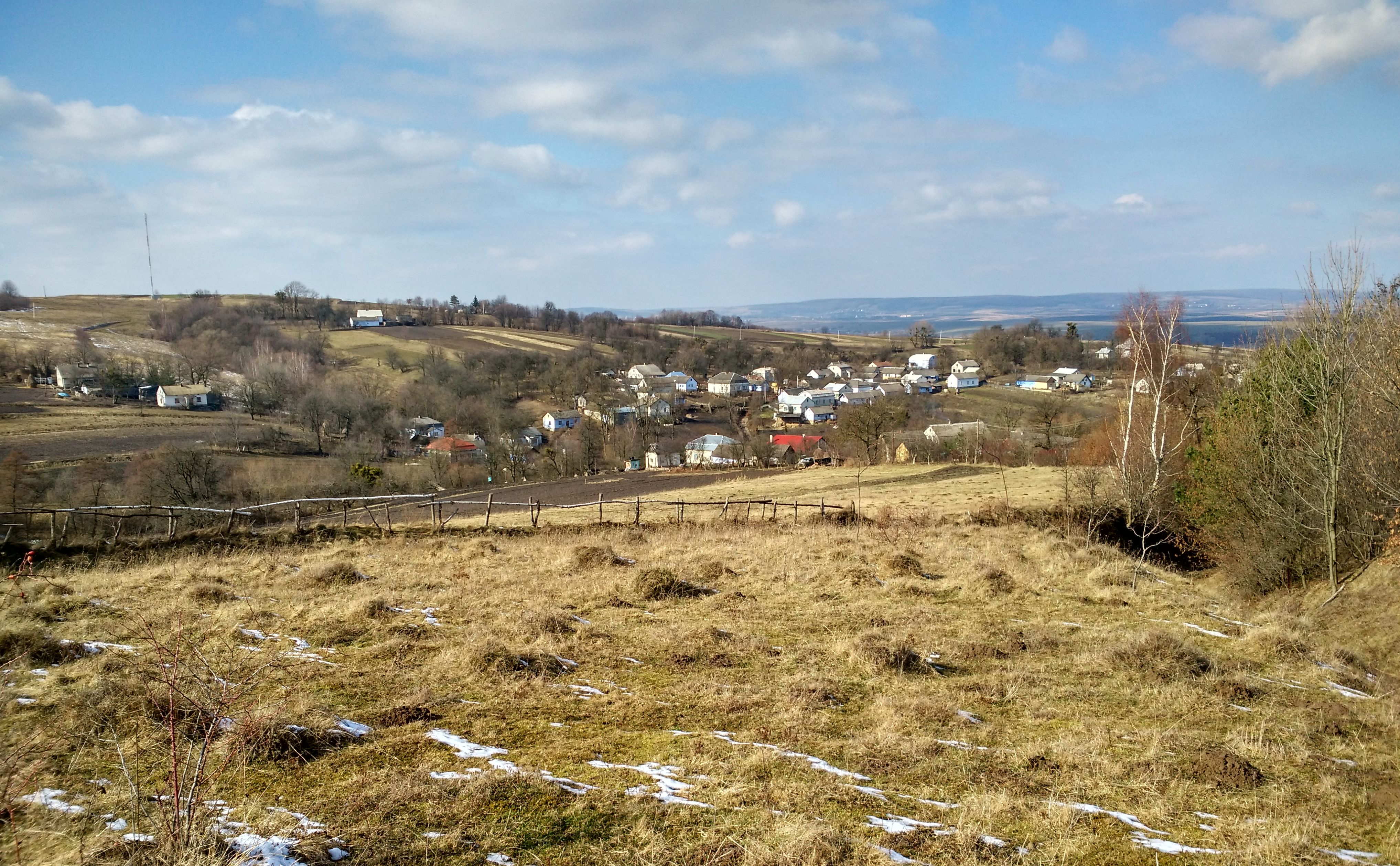
Вид на село

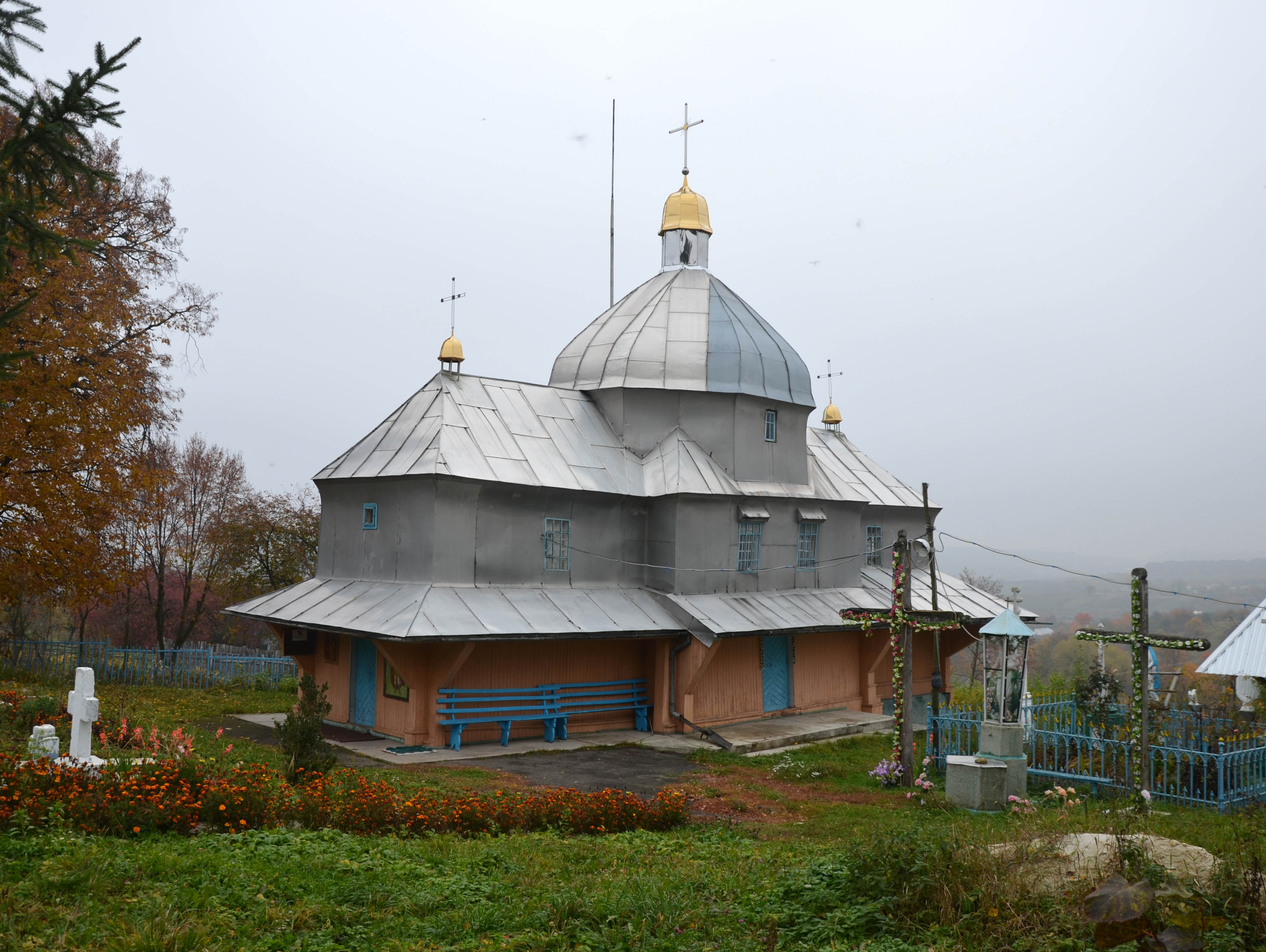
Церковь Святого Михаила

Дусанов (укр. Дусанів) — село в Перемышлянской городской общине Львовского района Львовской области Украины.
Население по переписи 2001 года составляло 690 человек. Занимает площадь 3.070 км². Почтовый индекс — 81263. Телефонный код — 3263.